# Swamp Thing (Fernsehserie)
Swamp Thing (dt. Das Ding aus dem Sumpf) ist eine US-amerikanische Horrorserie über die fiktive Figur Swamp Thing von DC Comics. Die Serie wurde am 31. Mai 2019 auf dem Streamingportal DC Universe erstveröffentlicht und umfasst eine Staffel mit zehn Episoden.

## Handlung
Abigail „Abby“ Arcane kehrt nach 14 Jahren in ihre Heimat Marais in Louisiana zurück, um dem örtlichen Krankenhaus bei einer Seuchenbekämpfung zu unterstützen. Abby verließ Jahre zuvor die Stadt, nachdem ihre beste Freundin Shawna auf mysteriöserweise ums Leben kam. Deren Mutter Maria Sunderland hält Abby nach wie vor verantwortlich für Shawnas Tod und missbilligt Abbys Aufenthalt in der Stadt. Abbys Forschungen an der Seuche führen sie in die Sümpfe. Dort trifft sie den Biologen Alec Holland, der ebenfalls Untersuchungen im Sumpf durchführt. Die beiden kommen einem mutierenden Gen auf die Spur, der auch für das Virus in der Stadt verantwortlich sein könnte. Außerdem entdecken sie, dass in den Sümpfen mit illegalem Pflanzenschutzmittel hantiert wird. Als Alec dies weiter auf die Spur gehen will, wird er, wie es sich später herausstellt, von Matt Cable, Schulfreund von Abby und Polizist, im Auftrag von Avery Sunderland erschossen. Alecs Körper wird vom Sumpf verschluckt und eine moosartige Kreatur entsteht.
Avery heuert Dr. Jason Woodrue an, um die Ereignisse im Sumpf zu kontrollieren. 

## Besetzung
Die deutschsprachige Synchronisation wird von der Synchronfirma FFS Film- & Fernseh-Synchron in München erstellt. Verantwortlich für die Dialogregie sind Martin Schowanek, Peter Wagner und Domenic Redl und für das Dialogbuch von Peter Woratz.
| Rolle                        | Schauspieler    | Hauptrolle (Folgen) | Synchronsprecher   |
| ---------------------------- | --------------- | ------------------- | ------------------ |
| Abigail „Abby“ Arcane        | Crystal Reed    | 1–10                | Laura Maire        |
| Maria Sunderland             | Virginia Madsen | 1–5, 7, 9–10        | Susanne von Medvey |
| Alec Holland                 | Andy Bean       | 1–3, 5–7, 10        | Markus Pfeiffer    |
| Swamp Thing                  | Derek Mears     | 1–10                |                    |
| Matt Cable                   | Henderson Wade  | 1–10                | Julian Manuel      |
| Liz Tremayne                 | Maria Sten      | 1–7, 9–10           | Jacqueline Belle   |
| Nimue Inwudu / Xanadu        | Jeryl Prescott  | 1–6, 10             | Sandra Schwittau   |
| Lucilia Cable                | Jennifer Beals  | 1–10                | Carin C. Tietze    |
| Avery Sunderland             | Will Patton     | 1–10                | Gudo Hoegel        |
| Jason Woodrue / Floronic Man | Kevin Durand    | 2–10                | Claus-Peter Damitz |

| Rolle                       | Schauspieler  | Nebenrolle (Folgen) | Synchronsprecher         |
| --------------------------- | ------------- | ------------------- | ------------------------ |
| Daniel Cassidy / Blue Devil | Ian Ziering   | 2–6, 9–10           | Manou Lubowski           |
| Harlan Edwards              | Leonardo Nam  | 1–3, 8              | Andreas Thiele           |
| Susie Coyle                 | Elle Graham   | 1–5                 | Laura Jenni              |
| Shawna Sunderland           | Given Sharp   | 1–3, 5, 10          | Laura Jenni              |
| Caroline Woodrue            | Selena Anduze | 2–3, 6–7, 9–10      | Claudia Urbschat-Mingues |
| Delroy Tremayne             | Al Mitchell   | 3–5, 9–10           |                          |
| Phantom Stranger            | Macon Blair   | 5–6, 9              | Christian Weygand        |
| Nathan Ellery               | Michael Beach | 7–8, 10             | Ole Pfennig              |

## Produktion
Am 2. Mai 2018 wurde bekannt, dass DC Universe eine Fernsehserie über Swamp Thing in Auftrag gab. Dabei wurden Mark Verheiden, Gary Dauberman, James Wan und Michael Clear als Executive Producer bekannt gegeben. Swamp Thing ist in Kooperation zwischen Atomic Monster Productions und Warner Bros. Television entstanden. Am 4. September 2018 wurde berichtet, dass Len Wiseman als Executive Producer dazugestoßen ist und die Regie für die erste Episode führt.
Die Dreharbeiten begannen am Greenfield Lake in Wilmington, einer Hafenstadt von North Carolina, Anfang November 2018. Die Dreharbeiten wurden am 6. Mai 2019 beendet.
Die Pilotfolge wurde am 31. Mai 2019 auf DC Universe veröffentlicht und die weiteren Folgen folgten im Wochenrhythmus bis zum 2. August 2019. Die Serie wurde bereits nach einer veröffentlichten Folge am 6. Juni 2019 wieder eingestellt. Zuvor wurde die erste Staffel von ursprünglich 13 geplanten Episoden auf 10 reduziert. Hintergrund für die Kürzung der Episodenzahl und für die frühzeitige Einstellung waren kreative Differenzen zwischen WarnerMedia, der Muttergesellschaft von DC Universe, und den Produzenten.

## Rezeption
Swamp Thing wurde positiv von Kritikern aufgenommen. Auf Rotten Tomatoes wurden bis zum 7. August 2019 94 Prozent der insgesamt 31 Kritiken als positiv ausgewertet und damit wird die Serie mit „Fresh“ gekennzeichnet. Etwas weniger positiv wird die Serie von der Website Metacritic aufgenommen. Basierend auf fünf Kritiken erhält Swamp Thing dort einen Metascore 67 von 100 möglichen Punkten.
2019 wurde die Serie als beste Superhelden-Streamingserie bei den Saturn Awards nominiert.